# Hôpital de Jolimont
L’hôpital de Jolimont (officiellement HELORA - Site de Jolimont, anciennement Institut Notre-Dame de la Compassion) est une institution hospitalière sise à Jolimont, aujourd'hui quartier oriental de la ville de La Louvière en Belgique. Fondé en 1881 par des religieuses, chanoinesses de Saint-Augustin au château de Bouly, l’institution se développe considérablement au cours du XXe siècle pour devenir, en 2006, le cœur d’un centre hospitalier regroupant plusieurs institutions à finalités complémentaires.

## Histoire

### Fondation et développement

#### Création de l'hôpital
À la fin du XIXe siècle, conscient des besoins hospitaliers de la région ouvrière de La Louvière, l’abbé Félicien Bataille (1841-1911) s’adresse aux chanoinesses de Saint-Augustin qui dirigent l’hôpital Notre-Dame à la Rose de Lessines et dont il est le directeur spirituel. Celles-ci acceptent de prendre la responsabilité de cette nouvelle fondation au château de Bouly (construit en 1860 à l'usage de Victor Dequanter, maître de charbonnages) et son domaine privé mis à leur disposition. 

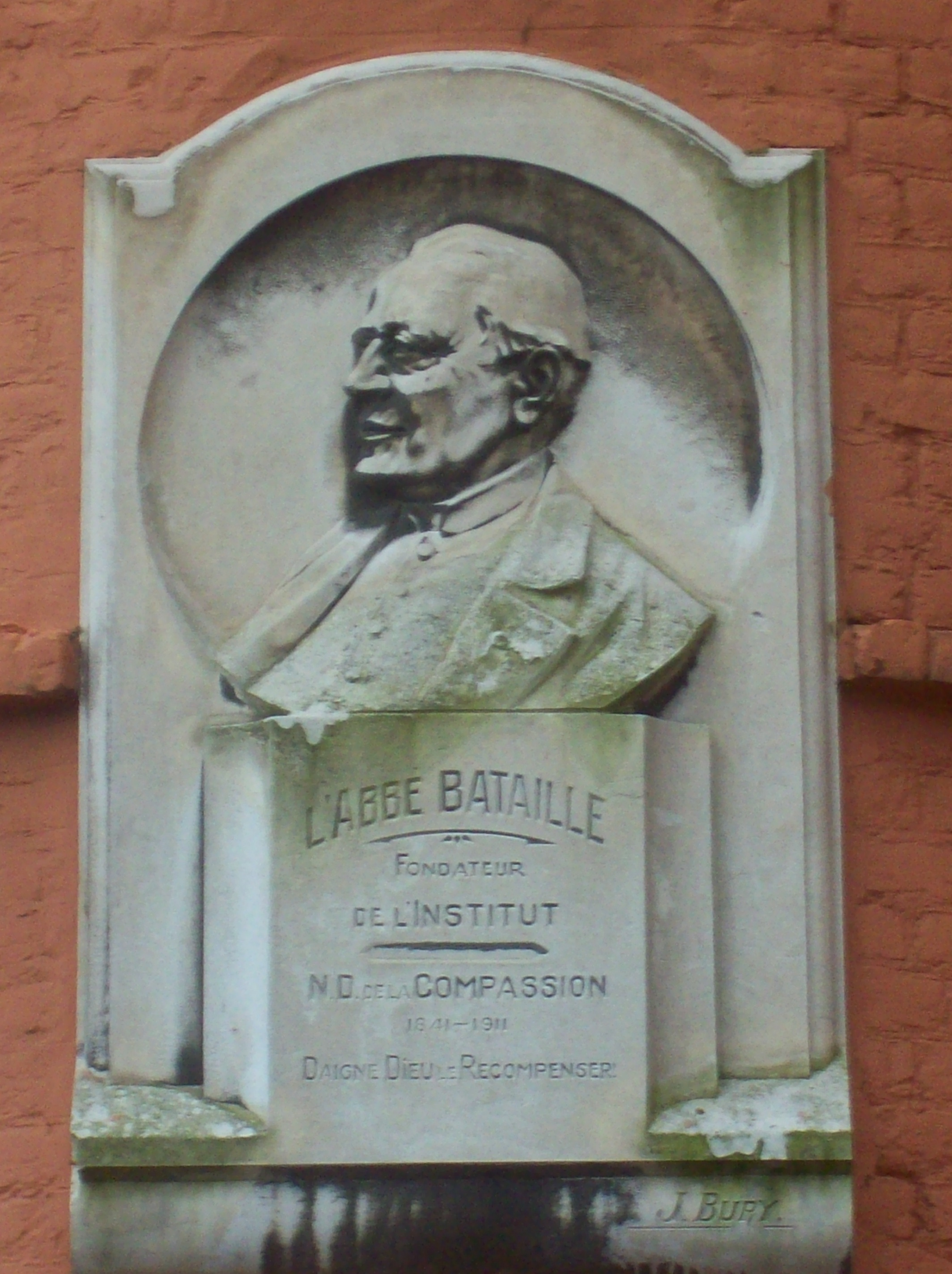
Bas-relief de Juan Bury représentant l'abbé Bataille, fondateur.

Le 22 décembre 1881, l’abbé Bataille arrive de Lessines à Jolimont en compagnie des sœurs Madeleine Lejour et Jeanne Fontaine et d’une religieuse postulante. Le 5 février suivant, les sœurs Élisabeth Voisin et Ursule Tonneau les rejoignent afin de renforcer l’équipe soignante désormais constituée de cinq religieuses.
Dès janvier 1882, le château du Bouly, devenu Institut Notre-Dame de la Compassion, accueille vieillards, blessés de l’industrie et malades de la Région du Centre. Au cours de la première année, trente-deux personnes sont déjà logées et soignées dans les salons, au rez-de-chaussée du château, et dans ses ailes adjacentes. L’augmentation des entrées nécessite, dès 1883, la transformation des dépendances et écuries en lieux d’accueil pour les patients. L’abbé Bataille en est le directeur.
Les sœurs forment un institut religieux de droit diocésain sous le nom de sœurs Servites de Marie de Jolimont. Elles portent le costume servite dès 1885, mais ne sont affiliées à l'ordre des Servites de Marie qu'en 1927. La congrégation s’accroit au fil des années, pour compter 138 membres en 1962. Présentes sur le terrain depuis la fondation de l’hôpital et jusqu’en 2020, leur charisme inspire et permet le développement de l’institution hospitalière. En 1995, elles fusionnent avec les sœurs Servites de Marie de Londres.
À partir de 1884, l’institut s’étend selon la conception pavillonnaire qui prévaut en Belgique et en Europe jusqu’au début du XXe siècle. En 1911, après la mort de l’abbé Bataille, sœur Marie-Philippe Auwers en prend la direction (1911-1934) suivie d’Ursule Arnauts (1934-1966), cette dernière est reconnue Juste parmi les nations le 24 mars 2010 en raison de son action en faveur des enfants juifs cachés dans l'hôpital durant la Seconde Guerre mondiale. L’œuvre hospitalière devient l’ASBL Institut Notre-Dame de la Compassion en 1937.

#### Développement et expansion de l'hôpital
À partir de 1967, diverses entités hospitalières régionales se constituent en ASBL autour de l'hôpital de Jolimont (1967) : Entraide Fraternelle (homes pour personnes âgées, en 1970), Centre de Santé et École Saint-Philippe. En 1990, un regroupement a lieu entre les Centres hospitaliers Tubize-Nivelles et Jolimont-Lobbes. En 2004, l’Entité Jolimontoise grandit encore avec l’affiliation de la Maison de la Visitation (maison de repos) à Lobbes. Viendra ensuite l'Entraide Jolimontoise avec les maisons de repos et de soins à Mons et à Écaussinnes. Toutes ces ASBL sont regroupées au sein d’une structure créée en janvier 2006 : l’ASBL INDC Entité Jolimontoise.
En l’an 2000 une charte est rédigée avec pour but de pérenniser les valeurs fondamentales chrétiennes qui ont animé le fondateur, les religieuses et le personnel qui au cours de 120 ans ont servi l’institution. Le mot clé transmis par les fondateurs est « service ». Jusqu'en 2020, quelques religieuses (sœur Marie-Dominique Arnauts, sœur Henri-Marie Jardon et sœur Marie-Benoît Moulin) ont encore une présence active au sein de l’institution.
Au sein de son Groupe Jolimont, l'hôpital de Jolimont fait partie du Réseau Santé Louvain de l'université catholique de Louvain (UCLouvain).

### Chronologie
Évolution des services
- 1884 : Deux salles supplémentaires (pour femmes) sont ouvertes ;
- 1891 : La « section Saint-Pierre » est ouverte. Le bâtiment est destiné aux hommes âgés (avec des salles séparées pour les tuberculeux). C'est un bâtiment à front de rue, rénové en 1927, mais aujourd'hui disparu ;
- 1896 : Aile gauche comprenant deux salles de 12 malades et une salle d’isolement (patients typhiques) ;
- 1897-1901 : un bâtiment pour femmes qui est intégré dans l’aile précédente ;
- 1902 : Ouverture de la clinique chirurgicale du Dr Roger Dieudonné (intégrée également dans l’aile gauche) ;
- 1910 : L'aile du Sacré-Cœur est ouverte, avec cuisine, dépendances, réfectoire et infirmerie de la Communauté religieuse ;
- 1911 : Le bâtiment Saint-Joseph (hôpital des hommes, dévolu ensuite à la médecine interne, et actuellement aile D) ;
- 1930 : Deux nouvelles salles d’opérations sont ouvertes: salle de stérilisation, salle de radiologie ;
- 1933-1934 : Nouvelle section comprenant maternité, hôpital et hospice pour femmes et école de « soignage » (polyclinique et aile C actuelles) ;
- 1934 : Installation des rayons X, appareils de stérilisation, laboratoire ;
- 1937 : Cabinet dentaire et exhaussement de la section Saint-Pierre ;
- 1946 : Policlinique de consultation : 14 médecins y reçoivent accompagnés de deux infirmières et d’une religieuse ;
- 1947 : Exhaussement de la section Saint-Joseph (actuellement aile D : psychiatrie, unité du sommeil et gériatrie) ;
- 1951 : Aile Sainte-Marie (buanderie moderne, ateliers de couture, économat, logements pour le personnel) ;
- 1954 : Centre de réadaptation fonctionnelle ;
- 1956 : Ouverture de l'école Saint-Philippe d’infirmières ;
- 1965 : Aile A (en lieu et place de la clinique chirurgicale). Avec : A1 qui est l'Unité coronaire,  A2 pour l'urologie,  A3 et A4 pour la médecine interne, A6 qui est la maternité et A7 pour la pédiatrie ;
- 1977 : Aile B. Avec B1 pour la cardiologie, B2 pour la pneumologie, B3 pour la chirurgie digestive, B5 abrite les chambres particulières,  B6 pour la maternité et B7 pour la chirurgie pédiatrique ;
- 2020 : Ouverture de la nouvelle salle de radiologie interventionnelle ;
- 2020 : Premier traitement européen d'un adénocarcinome du pancréas par abord endovasculaire[14].